# Tyreese Williams
 (novembre 2014).
Si vous disposez d'ouvrages ou d'articles de référence ou si vous connaissez des sites web de qualité traitant du thème abordé ici, merci de compléter l'article en donnant les références utiles à sa vérifiabilité et en les liant à la section « Notes et références ».
Tyreese Williams, parfois appelé par son diminutif Ty, est un personnage du comic The Walking Dead et de la série télévisée du même titre The Walking Dead. Dans la bande dessinée, il apparaît dans le no 2 de la série jusqu'au no 72. Dans la série il est interprété par Chad L. Coleman et apparaît à la saison 3 jusqu'à la saison 5.

## Biographie dans la série

### Saison 3
Il apparaît au cours de l'épisode Une vie de souffrance, accompagné de sa sœur Sasha, de Donna, d'Allen et du fils de ces derniers, Ben. Pourchassés par des rôdeurs et après que Donna se soit faite mordre, ils se réfugient dans la prison en passant par un mur écroulé.
Alors qu'ils sont acculés par des rôdeurs et dans une situation désespérée, Carl vient à leur secours mais par méfiance, les enferme dans l'antichambre du groupe de cellules occupées par le groupe de Rick. Tyreese semble être le chef de ce petit groupe de survivants, pourtant bien mal en point.
Son groupe reste initialement à la prison, mais après que Rick les en chasse, ils trouvent un refuge à Woodbury. Lui et Sasha deviennent des gardes aux murs de Woodbury. Bien qu'ils soient prêts à tout pour être intégrés à la communauté, ces derniers se rendent compte que le Gouverneur n'est pas forcément une personne altruiste et digne de confiance. Ils permettent à Andrea de s'enfuir de la communauté alors qu'ils gardaient le mur, ne la retenant pas (toutefois elle tient un couteau à la main) ni ne donnant l'alerte immédiatement.
Dans l'épisode final, il apprend par Rick que le Gouverneur a tué les membres du groupe qui ont lancé l'assaut sur la prison. Il rejoint la prison en compagnie d'autres survivants de Woodbury.

### Saison 4
Lors de la quatrième saison, Tyreese montre des sentiments vis-à-vis de Karen, mais lors de l'apparition de l'épidémie, Karen est l'une des premières infectées et Tyreese la retrouvera (ainsi que David) mystérieusement tuée et brûlée. Cela déclenche la colère de Tyreese qui en vient à se battre violemment avec Rick. Mais lorsque sa sœur Sasha se retrouve également contaminée, il prend la route avec Daryl, Michonne et Bob et manque plusieurs fois de se faire tuer. Finalement le groupe revient à temps et Tyreese peut alors retrouver sa sœur.  
Lors de l'épisode final de mi-saison, il est à deux doigts de se faire tuer, acculé par les assaillants de la prison, mais est sauvé in extremis par Lizzie et Micah.
Il s'avère que ce trio a sauvé Judith alors que Carl et Rick la croient morte. Tyreese veille désormais sur les enfants dans la forêt et enseigne des rudiments de survie à Micah et Lizzie. À un moment, il entend les cris d'une femme et se précipite vers eux craignant qu'il s'agisse d'une des rescapées de la prison, non sans avoir demandé aux filles de veiller sur Judith et elles-mêmes. Il arrive au bord d'une voie ferrée où Christopher et son père (deux rescapés de la prison) luttent contre un groupe de rôdeurs. Tyreese vient à leur rescousse, mais il entend un coup de feu provenant de la forêt et alors qu'il parvient à tuer les derniers rôdeurs, il se retourne et tombe immédiatement sur Lizzie, Micah et Judith accompagnée de Carol, qu'il étreint. Le père de Christopher, seul survivant du groupe attaqué par les rôdeurs, mais qui a été mordu, leur dit de suivre le chemin de fer pour trouver un « sanctuaire » à l'abri des rôdeurs. Le groupe reprend son chemin. Tyreese discute avec Carol de l'attaque de la prison, ignorant encore que c'est elle qui a tué Karen. Ils trouvent une maison abandonnée en forêt et envisagent de s'y installer pour de bon : toutefois Lizzie, qui manifestait déjà des signes de psychopathie à la Prison et franchit un point de non-retour, tue sa petite sœur durant leur absence et menace la vie de Judith sans aucun cas de conscience. Prenant pleinement mesure de la nature de sa psyché, et face au danger inévitable qu'elle représentera pour quiconque croisera sa route, Ty et Carol prennent la décision d'abattre Lizzie. Avant de quitter la maison, elle lui avoue être celle qui a tué Karen et lui laisse l'occasion de se venger : Ty cependant, choisit de lui pardonner sans oublier son crime.

### Saison 5
Il réapparaît en compagnie de Carol et Judith en route vers le Terminus, mais une horde de rôdeurs s'y dirigent. Ils sont obligés de se réfugier dans la forêt, où ils entendent un homme parler de Michonne et Carl. Tyreese garde l'homme (dont le nom est Martin) attaché et Judith, tandis que Carol part aider le reste du groupe (enfermé au Terminus, de l'aveu de Martin). 
Quand Martin devient une menace pour Judith, Tyreese le neutralise pour de bon sans toutefois le tuer. Lorsque Carol est de retour, il lui ment en lui assurant avoir tué Martin. Le retour de Carol est également l'occasion pour Tyreese de retrouvailles avec sa sœur Sasha et les autres membres du groupe. 
Il reste dans l'église pendant que les autres membres du groupe tendent un piège à Gareth et ses amis. Martin fait partie des assaillants accompagnant Gareth et c'est finalement Sasha qui le tue. Plus tard, Tyreese stoppe la transformation de Bob en lui plantant un couteau dans le crâne, Sasha ne s'étant pas décidée à le faire.
Il part avec Rick, Sasha, Daryl et Noah à la recherche de Carol et Beth à l’hôpital Grady memorial. C'est lui qui convainc Rick d’utiliser les policiers qu'ils détiennent comme monnaie d'échange au lieu de faire un carnage, il est soutenu par Daryl. 
Dans le neuvième épisode, il est mordu à deux reprises au bras gauche dans la maison où habitait Noah. Lors d'un rêve hallucinatoire consécutif à sa première morsure et qui se prolonge avec la deuxième il voit certains des personnages de la série déjà morts. Rick, Michonne et Glenn tentent de le sauver en lui coupant le bras mais en vain, Tyreese meurt sur le chemin du retour. On l'enterre sous la bénédiction du père Gabriel.